# ガールズ・ゴー・アラウンド
『ガールズ・ゴー・アラウンド』（girls go around）は、千田衛人による日本の漫画作品。『月刊ガンガンJOKER』（スクウェア・エニックス）で2013年4月号から2014年1月号まで連載された。

## 登場人物
狭山 京輔（さやま きょうすけ）
本作の主人公。「後悔しないように」が信条。やや冷めていたが、少女たちが後悔の念から引き起こしているループ現象に巻き込まれるうちに内面に変化が表れていく。2016年3月5日（卒業式）に死亡する。
横瀬 ちひろ（よこぜ ちひろ）
京輔の幼馴染。京輔が死ぬ未来を変えるためにループをくりかえしている。
椎名 朋花（しいな ともか）
1年A組出席番号32番。京輔の前の席の女子生徒。
走ることが好きで、中学でも陸上部に所属していた。自分の足が太いことがコンプレックスで、好きだった相手からその指摘を受けたことが原因で億劫になり、陸上への未練を残したまま高校では諦めようとしたため、4月22日を繰り返すことになった。京輔から、自分の足を「一生懸命走ってきた証」と言われたことで陸上部に入ることを決め、ループから抜け出す。
萩山 雅（はぎやま みやび）
1年A組。委員長を務める女子生徒。真面目な性格（京輔曰く、「逆にバカなんじゃないかと思うぐらい」）。
4月23日、陽世里から学校帰りにクレープを食べにいかないかという誘いを受ける。委員長として、校則で禁止されている買い食いをする訳にもいかず、後悔を残したまま誘いを断ったためにループを引き起こすことになった。京輔の提案で下校して着替えてから店に行くことにする。家が近所だった京輔を誘い、クレープを「一口交換」したことで後悔は解消され、ループから抜け出す。
泉 陽世里（いずみ ひより）
雅の友人。
2年上の先輩と交際していたが、別れる。本来は子供っぽい性格だったが、真面目で大人びた先輩に合わせて背伸びをして自分を偽っていたことを後悔し、6月30日を繰り返していた。ループの原因が陽世里にあることに気づいた京輔とショッピングに行き、京輔から「騙したのではなく努力していた」と言われたことによってループから抜け出す。
大塚 真子（おおつか まこ）
中村 瑞希（なかむら みずき）
八坂 明美（やさか あけみ）

## 単行本
- 千田衛人 『ガールズ・ゴー・アラウンド』 スクウェア・エニックス 〈ガンガンコミックスJOKER〉、全2巻
  1. 2013年8月22日発売 ISBN 978-4-7575-4043-9
  2. 2014年1月22日発売 ISBN 978-4-7575-4208-2